# 甫川站
甫川站（：／ Bocheon yeok */?）是位于韩国忠清北道阴城郡遠南面的一个车站，属于忠北线。

## 历史
- 1928年12月25日 - 落成使用。

## 相鄰車站
韓國鐵道公社
忠北線
道安－甫川－陰城